# Jean de Coligny-Saligny
Jean de Coligny-Saligny (Saligny-sur-Roudon (Allier), 1617. december 25. – Saligny-sur-Roudon, 1686. április 16.) francia gróf, hadvezér, a Fronde felkelés idején Condé hercegének szövetségese, majd ellenfele, XIV. Lajos szolgálatában.

## Élete
XIV. Lajos francia király 1664-ben kb. 6000 fős sereg élén Itáliából küldte Magyarországra küldte, a I. Lipót megsegítésére a törökök ellen, részben a pápa felszólítására. Coligny Regedénél (Radkersburg) lépett Vas vármegye földjére július 22-én, s Lentinél egyesült Nádasdy Ferenc vezette magyar-horvát sereggel. Lajos meghagyta neki, hogy a francia katonák életét feleslegesen ne kockáztassa, de közben egy másik levélben a legfőbb parancsnoki tisztet a Rajnai Szövetség Magyarországon állomásozó seregének vezérére, Wolfgang von Hohenlohéra ruházta.
Coligny azonban seregével és von Hohenlohe erőivel Körmendhez vonult, s ott július 26-27 folyamán megakadályozták az ott állomásozó többi keresztény csapattal, Ahmed nagyvezír serege egyik szárnyának átkelését a Rába folyón. A csatában maga Coligny is megsebesült. 
Ezt követően Csákány falunál Szentgotthárd és Körmend között egyesültek a többi keresztény hadak (németek, franciák, horvátok), főparancsnokuk Raimondo Montecuccoli lett.
Augusztus 1-jén nyílt csatát vállaltak a több mint hatszoros túlerőben levő török fősereggel Szentgotthárdnál. Coligny és von Hohenlohe volt az, aki a legjobban felmérte a terepet, s a veszély komolyságát, miután a csata elég komoly fiaskókkal indult. Ennek egyik oka, hogy a két hadvezér eléggé jó magaslati ponton helyezkedett el csapataival.
A csata végső menetében tartott haditanács során Coligny kész volt a királyától kapott utasításának megfelelően kivonulni az ütközetből, mígnem von Hohenlohe felmutatta neki Lajos levelét, melyben a franciák feletti parancsnokságot rá ruházta. Coligny minden ellenkezés nélkül a rendelkezésére állt és a döntő támadást sikeresen végrehajtották.
Emlékiratait, amelyek értékes 17. századi hadtörténeti adatot is képeznek, 1844-ben publikálták Franciaországban.